# Dasybranchus caducus
Dasybranchus caducus är en ringmaskart som först beskrevs av Adolph Eduard Grube 1846.  Dasybranchus caducus ingår i släktet Dasybranchus och familjen Capitellidae. Arten är reproducerande i Sverige. Utöver nominatformen finns också underarten D. c. lumbricoides.